# Blizniukí
Blizniukí (en ucraniano: Близнюки, romanizado: Blyzniuky; en ruso: Близнюки) es un pueblo ucraniano perteneciente al óblast de Járkov. Situado en el noreste del país, forma parte del raión de Lozová y del municipio (hromada) homónimo.

## Geografía
Blizniukí se encuentra 166 km al sur de Járkiv. 

## Historia
Bizniukí fue mencionado por primera vez en 1863, y era aldea en la gobernación de Járkov del Imperio ruso. En aquella época había dos pueblos: Bizniukí 1 y Bizniukí 2, separados por un kilómetro y la construcción del ferrocarril Járkov-Rostov del Don contribuyó al rápido desarrollo económico. En 1911 los dos lugares se fusionaron para formar un solo pueblo.  
El 12 de abril de 1923, Blizniukí se convirtió en centro regional. El raión fue parte del uyezd de Pavlogrado de la gobernación de Yekaterinoslav de 1923 a 1932, desde 1932 formó parte del óblast de Dnipropetrovsk y desde 1934, parte del óblast de Járkov. El pueblo sufrió las consecuencias del Holodomor (1932-1933), donde el número de víctimas registradas fue de 37 personas.
Durante la Segunda Guerra Mundial, Bizniukí estuvo bajo ocupación alemana desde octubre de 1941 hasta septiembre de 1943.
El pueblo obtuvo es estatus de asentamiento de tipo urbano en 1957.
Hasta el 18 de julio de 2020, la población fue el centro del raión de Blizniukí hasta su abolición como parte de la reforma administrativa de Ucrania, que redujo el número de raiones en el óblast de Járkov a siete, por lo que pasaría a formar parte del raión de Lozová.En 2023, Blizniukí perdió el estatus de asentamiento de tipo urbano debido a la eliminación de este estatus administrativo.

## Demografía
La evolución de la población de Blizniukí entre 1939 y 2022 fue la siguiente:
| 2276                                                          | 6697 | 4656 | 5105 | 5840 | 5010 | 3909 | 2068 | 2022 | 3467 |
| (Fuente: Cities & Towns of Ukraine y UKRAINE: Größere Städte) |      |      |      |      |      |      |      |      |      |

## Infraestructura

### Transporte
La estación de tren de Blizniukí está en el ferrocarril de Donets, que conecta con Lozová con Oleksandrivka y Slóviansk. Blizniuki se encuentra en una carretera asfaltada que conecta Lozová con Izium vía Barvínkove.  